# Livsfarligt dubbelspel
Livsfarligt dubbelspel är en brittisk TV-serie i tre säsonger mellan 1987 och 1989. Den första säsongen sändes i SVT1 våren 1990.
Livsfarligt dubbelspel handlar om engelska agenter i det av Nazityskland ockuperade Normandie. Första säsongen kretsar kring Liz "Céleste" Grainger (Kate Buffery) och Matty "Aimée" Firman (Suzanna Hamilton). Serien skrevs av Lavinia Warner och Jill Hyem.